# Mocidade Serrana
O Grêmio Recreativo Escola de Samba Mocidade Serrana (G.R.E.S. Mocidade Serrana) é uma tradicional agremiação fundada em 1980 no Bairro José de Anchieta, no município da Serra. Suas cores são o amarelo e o roxo e seu simbolo é a fênix A agremiação desfilou no carnaval de Vitória até 1992, quando houve uma interrupção de 5 anos nos desfiles. Em 1998, as agremiações capixabas resolveram voltar a desfilar, mas somente em 2013 os integrantes da Mocidade Serrana começaram a se movimentar pra reeguer a escola e pleitear filiação à Lieses, entidade que atualmente organiza os desfiles.
A Escola não obteve licença pra desfilar. Porém, pouco antes do carnaval de 2017, a escola anunciou junto a outras 4 agremiações, que estava sendo fundada a Fecapes (Federação Capixaba das Escolas de Samba), com intuito de organizar um desfile alternativo ao da Lieses, democratizando o acesso de novas ou antigas agremiações aos desfiles. A ideia inicial é desfilar já no carnaval de 2018 no domingo após o desfile da Lieses.

## Carnavais
| Mocidade Serrana | Mocidade Serrana | Mocidade Serrana             | Mocidade Serrana                                                                 | Mocidade Serrana | Mocidade Serrana |
| Ano | Colocação        | Grupo                        | Enredo                                                                           | Carnavalesco     | Intérprete       |
| --- | ---------------- | ---------------------------- | -------------------------------------------------------------------------------- | ---------------- | ---------------- |
| 2019 | 4° lugar         | Grupo B                      | Skindô Yaya Skindô Yoyo,A Serra canta a cultura popular.                         |                  |                  |
| 2020 | 4º Lugar         | Grupo B                      |                                                                                  |                  |                  |
| Inicialmente adiados para o mês de julho, os desfiles do Carnaval 2021 foram cancelados devido a pandemia de Covid-19. |                  |                              |                                                                                  |                  |                  |
| 2022 | 2º lugar         | Grupo B                      | Favela, Berço do samba e da Imperatriz                                           |                  |                  |
| 2023 | 2º lugar         | Grupo B                      | Sou anjo sim! Sou anjo negro!                                                    |                  |                  |
| 2024 | 5º lugar         | Grupo B                      | Na Terra do Abacaxi, Toquei Com As Mãos O Carnaval. O Eldorado de Sérgio Vidigal |                  |                  |
| 2025 | 5º lugar         | Grupo B                      | Uma Incrível Viagem ao Fantástico Reino das Cores                                |                  |                  |
| 2026 |                  | Série Ouro (Segunda Divisão) |                                                                                  |                  |                  |